# Теппаи-Самарканди
Теппаи-Самарканди (тадж. Теппаи Самарқандӣ – Самаркандский холм) — село в районах республиканского подчинения Республики Таджикистан. 
Административный центр джамоата (сельской общины) Рохати района Рудаки.
Находится на расстоянии 35 км от райцентра (пгт. Сомониён).
Население — 4049 чел. (2017).